# Arriba (Puebla del Brollón)
Arriba (llamada oficialmente Barrio de Arriba) es una aldea española situada en la parroquia de Eixón, del municipio de Puebla del Brollón, en la provincia de Lugo, Galicia.

## Geografía
Está situado a 382 metros de altitud, en la zona de mayor altitud de Eixón, unos metros al nordeste de Vila.

## Demografía
| Gráfica de evolución demográfica de Arriba entre 2000 y 2020 |
|                                                              |
| Datos según el nomenclátor publicado por el INE.             |